# Campionat de la CONCACAF de 1969
El Campionat de la CONCACAF de 1969 va ser la quarta edició del Campionat de la CONCACAF, el campionat de futbol de seleccions d'Amèrica del Nord i Central (CONCACAF). El torneig va tenir lloc entre el 23 de novembre i el 8 de desembre.
El torneig es va disputar a San José, la capital de Costa Rica. Els sis equips participants van jugar tots contra tots en un sistema de lligueta. El torneig el va guanyar l'amfitriona, Costa Rica. Va ser el seu segon títol continental, després del de 1963.

## Classificació
Font:
| Equip                 | Classificat per | Campionats jugats | Última participació | Millor resultat previ |
| --------------------- | --------------- | ----------------- | ------------------- | --------------------- |
| Guatemala             | Campions        | 3                 | 1967                | Campions (1967)       |
| Costa Rica            | Amfitrions      | 3                 | 1965                | Campions (1963)       |
| Haití                 | Campions Grup 1 | 2                 | 1967                | Cinqué lloc (1967)    |
| Mèxic                 | Campions Grup 2 | 3                 | 1967                | Campions (1965)       |
| Jamaica               | Campions Grup 3 | 1                 | 1963                | Primera ronda (1963)  |
| Antilles Neerlandeses | Campions Grup 4 | 2                 | 1963                | Tercer lloc (1963)    |
| Trinitat i Tobago     | Campions Grup 5 | 1                 | 1967                | Quart lloc (1967)     |

Haití, malgrat classificar-se, no es va registrar i va ser exclosa del campionat.

## Estadi
| San José          |
| Estadio Nacional  |
| Capacitat: 25.000 |
| ----------------- |

## Resultats
| Pos. | Equip                 | Pts | PJ | PG | PE | PP | GF | GC | DG |
| ---- | --------------------- | --- | -- | -- | -- | -- | -- | -- | -- |
| 1    | Costa Rica            | 9   | 5  | 4  | 1  | 0  | 13 | 2  | 11 |
| 2    | Guatemala             | 8   | 5  | 3  | 2  | 0  | 10 | 2  | 8  |
| 3    | Antilles Neerlandeses | 5   | 5  | 2  | 1  | 2  | 9  | 12 | -3 |
| 4    | Mèxic                 | 4   | 5  | 1  | 2  | 2  | 4  | 5  | -1 |
| 5    | Trinitat i Tobago     | 3   | 5  | 1  | 1  | 3  | 4  | 12 | -8 |
| 6    | Jamaica               | 1   | 5  | 0  | 1  | 4  | 3  | 10 | -7 |

| Costa Rica                                         | 3 - 0 | Jamaica |
| -------------------------------------------------- | ----- | ------- |
| Álvaro Cascante · Roy Sáenz · Edwin Dawkins (p.p.) |       |         |

| Guatemala                  | 2 - 0 | Trinitat i Tobago |
| -------------------------- | ----- | ----------------- |
| Tomás Gamboa · Marcio Fión |       |                   |

 Estadio Nacional
San José, Costa Rica
| Mèxic                                | 2 - 0 | Jamaica |
| ------------------------------------ | ----- | ------- |
| Francisco Mancilla · Alfonso Sabater |       |         |

 Estadio Nacional
San José, Costa Rica
| Costa Rica                    | 2 - 1 | Antilles Neerlandeses |
| ----------------------------- | ----- | --------------------- |
| Jaime Grant · Álvaro Cascante |       | Croens                |

 Estadio Nacional
San José, Costa Rica
| Guatemala                                                     | 6 - 1 | Antilles Neerlandeses |
| ------------------------------------------------------------- | ----- | --------------------- |
| Nelson Melgar , · Daniel Salamanca · Rolando Valdez · Meulens |       | Regales               |

 Estadio Nacional
San José, Costa Rica
| Trinitat i Tobago                                | 3 - 2 | Jamaica                        |
| ------------------------------------------------ | ----- | ------------------------------ |
| Everald Cummings · Keith Douglas · Ulrich Haynes |       | Delroy Scott · Joshua Hamilton |

 Estadio Nacional
San José, Costa Rica
| Costa Rica                 | 2 - 0 | Mèxic |
| -------------------------- | ----- | ----- |
| Carlos Santana · Roy Sáenz |       |       |

 Estadio Nacional
San José, Costa Rica
| Antilles Neerlandeses | 3 - 1 | Trinitat i Tobago |
| --------------------- | ----- | ----------------- |
| Loefstok , · Martijn  |       | Ulrich Haynes     |

 Estadio Nacional
San José, Costa Rica
| Guatemala   | 1 - 0 | Mèxic |
| ----------- | ----- | ----- |
| Marcio Fión |       |       |

 Estadio Nacional
San José, Costa Rica
| Antilles Neerlandeses | 2 - 2 | Mèxic                        |
| --------------------- | ----- | ---------------------------- |
| Adelbert Toppenberg , |       | José Crespo · Leopoldo Barba |

 Estadio Nacional
San José, Costa Rica
| Guatemala | 0 - 0 | Jamaica |
| --------- | ----- | ------- |
|           |       |         |

 Estadio Nacional
San José, Costa Rica
| Costa Rica                                    | 5 - 0 | Trinitat i Tobago |
| --------------------------------------------- | ----- | ----------------- |
| Víctor Ruiz , · Jaime Grant · Wálter Elizondo |       |                   |

 Estadio Nacional
San José, Costa Rica
| Antilles Neerlandeses | 2 - 1 | Jamaica      |
| --------------------- | ----- | ------------ |
| Regales · Martijn     |       | David Largie |

 Estadio Nacional
San José, Costa Rica
| Mèxic | 0 - 0 | Trinitat i Tobago |
| ----- | ----- | ----------------- |
|       |       |                   |

 Estadio Nacional
San José, Costa Rica
| Costa Rica       | 1 - 1 | Guatemala   |
| ---------------- | ----- | ----------- |
| Vicente Wanchope |       | Marcio Fión |

 Estadio Nacional
San José, Costa Rica
| Campionat de la CONCACAF de 1969 |
| -------------------------------- |
| Costa Rica Segon títol           |

## Golejadors
3 gols
- Víctor Ruiz
- Nelson Melgar
- Marcio Fión

2 gols
| - Álvaro Cascante - Roy Sáenz - Jaime Grant - Regales | - Loefstok - Martljin - Adelbert Toppenberg - Ulrich Haynes |  |

1 gol
| - Carlos Santana - Wálter Elizondo - Vicente Wanchope - Tomás Gamboa - Daniel Salamanca - Rolando Valdez | - Meulens - Croens - Francisco Mancilla - Alfonso Sabater - José Crespo - Leopoldo Barba | - Everald Cummings - Keith Douglas - Delroy Scott - Joshua Hamilton - David Largie |

Gols en pròpia porteria
- Edwin Dawkins (per a Costa Rica)